# Fédération galloise de basket-ball
 (signalé en juillet 2025).
Si vous disposez d'ouvrages ou d'articles de référence ou si vous connaissez des sites web de qualité traitant du thème abordé ici, merci de compléter l'article en donnant les références utiles à sa vérifiabilité et en les liant à la section « Notes et références ».
- Archive Wikiwix
- Bing
- Cairn
- DuckDuckGo
- E. Universalis
- Gallica
- Google
- G. Books
- G. News
- G. Scholar
- Persée
- Qwant
- (zh) Baidu
- (ru) Yandex
- (wd) trouver des œuvres sur Wikidata

La Fédération galloise de basket-ball, ou BAW (Basketball Association of Wales) est une association, fondée en 1956, chargée d'organiser, de diriger et de développer le basket-ball au Pays de Galles.
La Fédération représente le basket-ball auprès des pouvoirs publics ainsi qu'auprès des organismes sportifs nationaux et internationaux et, à ce titre, le pays de Galles dans les compétitions internationales. Elle défend également les intérêts moraux et matériels du basket-ball gallois. Elle est affiliée à la FIBA depuis 1956, ainsi qu'à la FIBA Europe.
Elle est l'une des fédérations à l'origine de la Fédération britannique de basket-ball.